# Muskatne
Muskatne (ukr. Мускатне, ros. Мускатное, Muskatnoje) – wieś na Ukrainie, w Autonomicznej Republice Krymu (de iure stanowiącej integralną część państwa ukraińskiego, w 2014 anektowanej przez Rosję i odtąd funkcjonującej jako Republika Krymu), w rejonie krasnohwardijskim. W 2021 liczyła 1306 mieszkańców.